# ステイシー・ブランバーグ
ステイシー・ブランバーグ （Stacy Bromberg ("The Wish Granter"),  1956年7月27日 - 2017年2月13日）は、アメリカ合衆国のダーツプレイヤーである。

## 人物
カリフォルニア州ロサンゼルス出身。1995年からBDOでプレイしていたが、2010年からPDCに移籍。PDC ウィメンズ・ワールド・チャンピオンである。彼女は、米国女子チャンピオンシップで11回優勝し、ここ10年アメリカダーツ界を支配してきた。
1995年、ブランバーグはウィメンズ・ワールド・マスターズの決勝戦まで到達したが、イングランドのシャロン・コルクローに敗れた。2002年、BDO ウィメンズ・ワールド・ダーツ・チャンピオンシップに出場したが、0-2でオランダのフランシス・フーンセラールに敗北。その後、彼女のホームタウンであるラスベガスで行われた2003年のウィメンズ・ラスベガス・デザート・クラシックの決勝において、6-4（レッグ）でデタ・ヘッドマンを打ち破り、優勝した。2004年も彼女は決勝まで進出したが、トリナ・ガリバーに5-6で敗れている。
彼女はPDC ウィメンズ・ワールド・チャンピオンシップにおいて、準決勝で2008年のBDO ウィメンズ・ワールド・ダーツ・チャンピオンシップにおいて優勝したロシアのアナスタシア・ドブロミスロワを打ち破り、決勝において6-5 (レッグ) でトリシア・ライトに勝利し、史上初のPDC ウィメンズ・ワールド・チャンピオンとなった。
彼女は常勤の探偵として生計を立てていた。初開催のPDC ウィメンズ・ワールド・チャンピオンシップで優勝し有名になったときは、一時的に中断せねばならないこともあった。
彼女の生まれはロサンゼルスだが、晩年はネバダ州のラスベガスに住んでいる。彼女はオークランド・レイダースのファンであり、様々な彼女の慈善活動から彼女のニックネイム"The Wish Granter"を名付けられた。
2017年2月13日、死去。60歳没。